# Alció de coroneta turquesa
L'alció de coroneta turquesa (Todiramphus tutus) és una espècie d'ocell de la família dels alcedínids (Alcedinidae) que habita els manglars de les illes Cook orientals i les illes de la Societat.